# Јана Швандова
Јана Швандова (чеш. Jana Švandová; Праг, 3. јул 1947) је чешка глумица.

## Биографија
Глумачку каријеру почела је у Црном позоришту Јиржија Срнеца (1967). Иако је њена прва жеља била да студира археологију, након овог искуства одлучује да студира глуму на Јаначековој академији музичких и сценских умјетности у Брну гдје је дипломирала 1971.
Током своје професионалне каријере наступала је у бројним чешким позориштима и на музичким позорницама, а најзначајнији ангажман био је њен рад у Јужночешком позоришту (1971–1974) у Чешким Будјејовицима и у Прашком драмском клубу. Од 1969. сарађивала је на филму, телевизији и синхронизацији, често се појављујући у филмовима страних продукција попут филма Сарајевски атентат. Овај филм направљен је у заједничкој продукцији Југославије, Чехословачке, Мађарске и Западне Њемачке. Године 2002. глумила је у француском филму Ангелина заједно са Шарлом Азнавуром. Наступила је и у првом издању плесног такмичења Кад звијезде плешу на чешкој телевизији. Лик Јане Медунове глумила је 2008. у серији Ружна Катка.
У браку је са својим менаџером Павелом Саторијем, а има одраслог сина из претходне везе.